# NGC 2683
NGC 2683 est une galaxie spirale située dans la constellation du Lynx. NGC 2683 a été découverte par l'astronome germano-britannique William Herschel en 1788.

## Caractéristiques
La galaxie NGC 2683 présente une large raie HI et c'est une galaxie LINER, c'est-à-dire une galaxie dont le noyau présente un spectre d'émission caractérisé par de larges raies d'atomes faiblement ionisés. De plus, c'est une galaxie active de type Seyfert 2.

### Distance
Sa vitesse par rapport au fond diffus cosmologique est de 638 ± 16 km/s, ce qui correspond à une distance de Hubble de 9,42 ± 0,70 Mpc (∼30,7 millions d'al).
À ce jour, 22 mesures non basées sur le décalage vers le rouge (redshift) donnent une distance de 10,070 ± 1,880 Mpc (∼32,8 millions d'al), ce qui est à l'intérieur des valeurs de la distance de Hubble. Étant donné la proximité de cette galaxie avec le Groupe local, ces mesures sont probablement plus près de la réalité que la distance de Hubble. Notons cependant que c'est avec la valeur moyenne des mesures indépendantes, lorsqu'elles existent, que la base de données NASA/IPAC calcule le diamètre d'une galaxie.

### Luminosité dans l'infrarouge
La luminosité de la galaxie NGC 2683 dans l'infrarouge lointain (de 40 à 400 µm)  est égale à 1,91 × 109 {\displaystyle L_{\odot }} (109,28{\displaystyle L_{\odot }}) et sa luminosité totale dans l'infrarouge (de 8 à 1 000 µm) est de 2,29 × 109 {\displaystyle L_{\odot }} (109,36{\displaystyle L_{\odot }}).

## Morphologie

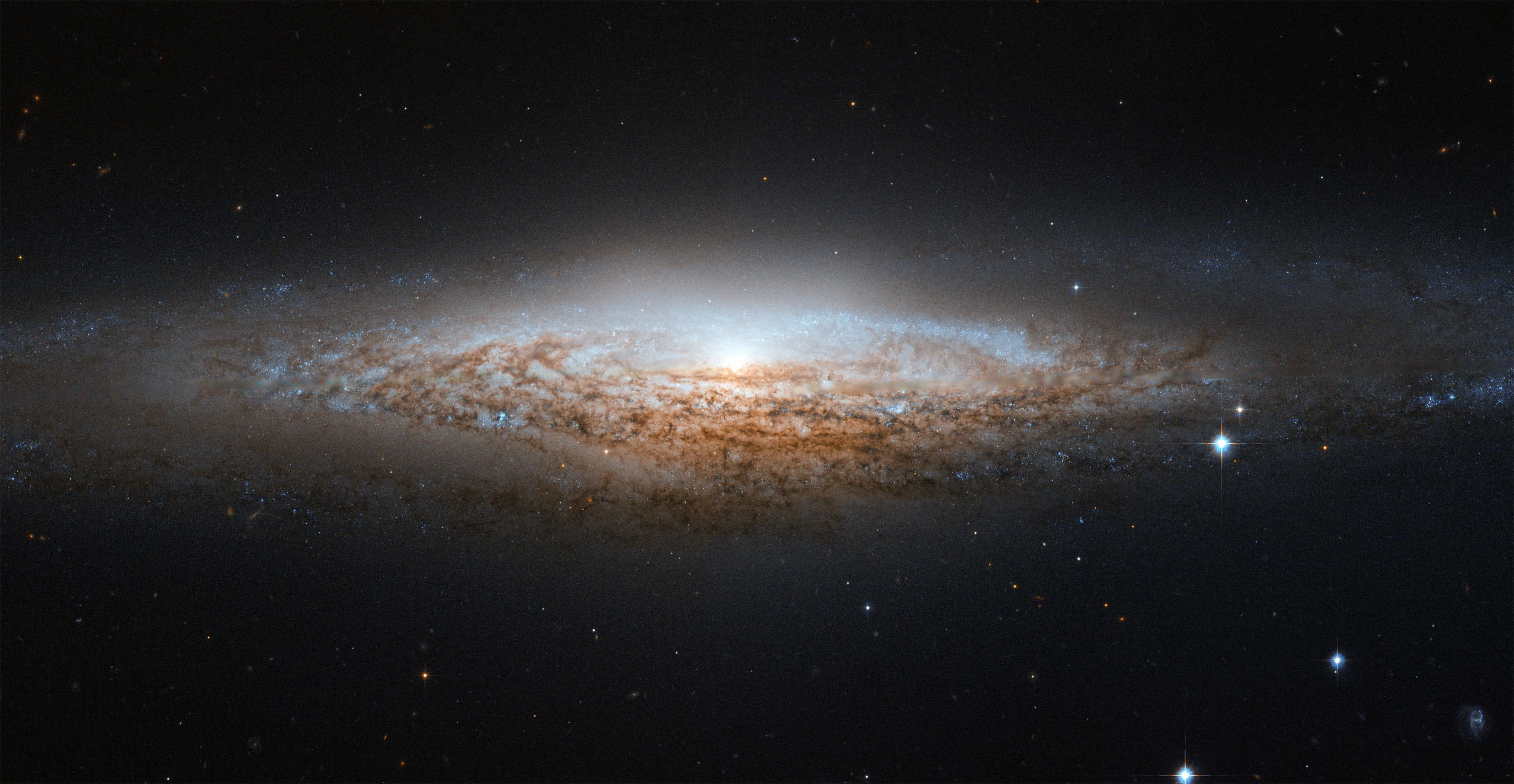
NGC 2683 par le télescope spatial Hubble.

NGC 2683 est généralement considérée une galaxie spirale ordinaire, mais une étude récente suggère qu'elle pourrait être une spirale barrée. Sa barre serait très difficile à observer directement en raison de sa forte inclinaison. Un autre argument en faveur de la présence d'une barre provient de la structure en forme de X observée près de son centre, une structure qui serait associée à une instabilité de flambage d'une barre stellaire. 
La galaxie NGC 2683 est aussi plus petite et moins lumineuse que la Voie lactée et elle renferme très peu d'hydrogène neutre, ou d'hydrogène moléculaire. Elle a également une faible luminosité dans l'infrarouge, ce qui suggère un taux de formation d'étoiles actuellement faible.
NGC 2683 est riche en amas globulaires, soit environ 300, deux fois plus que dans la Voie lactée.